# Diocesi di Maturín
La diocesi di Maturín (in latino: Dioecesis Maturinensis) è una sede della Chiesa cattolica in Venezuela suffraganea dell'arcidiocesi di Ciudad Bolívar. Nel 2021 contava 779.750 battezzati su 920.000 abitanti. È retta dal vescovo Enrique Pérez Lavado.

## Territorio
La diocesi comprende lo stato venezuelano di Monagas.
Sede vescovile è la città di Maturín, dove si trova la cattedrale di Nostra Signora del Carmelo.
Il territorio si estende su 28.900 km² ed è suddiviso in 29 parrocchie.

## Storia
La diocesi è stata eretta il 24 maggio 1958 con la bolla Regnum Dei di papa Pio XII, ricavandone il territorio dalla diocesi di Ciudad Bolívar (oggi arcidiocesi). Originariamente era suffraganea dell'arcidiocesi di Caracas, ma il 21 giugno dello stesso anno è entrata a far parte della provincia ecclesiastica dell'arcidiocesi di Ciudad Bolívar.

## Cronotassi dei vescovi
Si omettono i periodi di sede vacante non superiori ai 2 anni o non storicamente accertati.
- Antonio José Ramírez Salaverría † (24 maggio 1958 - 7 maggio 1994 ritirato)
- Diego Rafael Padrón Sánchez (7 maggio 1994 - 27 marzo 2002 nominato arcivescovo di Cumaná)
- Enrique Pérez Lavado, dal 9 agosto 2003

## Statistiche
La diocesi nel 2021 su una popolazione di 920.000 persone contava 779.750 battezzati, corrispondenti all'84,8% del totale.
| anno | popolazione | popolazione | popolazione | presbiteri | presbiteri | presbiteri | presbiteri                | diaconi | religiosi | religiosi | parrocchie |
| anno | battezzati  | totale      | %           | numero     | secolari   | regolari   | battezzati per presbitero | diaconi | uomini    | donne     | parrocchie |
| ---- | ----------- | ----------- | ----------- | ---------- | ---------- | ---------- | ------------------------- | ------- | --------- | --------- | ---------- |
| 1966 | ?           | 246.000     | ?           | 23         | 14         | 9          | ?                         |         | 3         | 31        | 12         |
| 1970 | 232.000     | 290.000     | 80,0        | 24         | 17         | 7          | 9.666                     |         | 8         | 12        | 14         |
| 1976 | 304.000     | 380.000     | 80,0        | 22         | 16         | 6          | 13.818                    |         | 6         | 24        | 15         |
| 1980 | 343.000     | 428.700     | 80,0        | 22         | 18         | 4          | 15.590                    |         | 4         | 30        | 16         |
| 1990 | 348.000     | 410.000     | 84,9        | 18         | 14         | 4          | 19.333                    |         | 4         | 46        | 17         |
| 1999 | 510.000     | 600.000     | 85,0        | 26         | 15         | 11         | 19.615                    |         | 11        | 27        | 21         |
| 2000 | 430.000     | 600.000     | 71,7        | 29         | 15         | 14         | 14.827                    |         | 14        | 42        | 21         |
| 2001 | 510.000     | 605.000     | 84,3        | 26         | 12         | 14         | 19.615                    |         | 17        | 21        | 21         |
| 2002 | 610.000     | 700.000     | 87,1        | 22         | 10         | 12         | 27.727                    |         | 26        | 20        | 30         |
| 2003 | 530.000     | 618.000     | 85,8        | 26         | 14         | 12         | 20.384                    |         | 24        | 20        | 30         |
| 2004 | 610.000     | 700.000     | 87,1        | 22         | 12         | 10         | 27.727                    |         | 23        | 45        | 22         |
| 2013 | 709.000     | 809.000     | 87,6        | 44         | 38         | 6          | 16.113                    |         | 6         | 21        | 27         |
| 2016 | 738.992     | 843.403     | 87,6        | 43         | 39         | 4          | 17.185                    |         | 4         | 12        | 28         |
| 2019 | 768.000     | 876.500     | 87,6        | 43         | 39         | 4          | 17.860                    |         | 4         | 12        | 29         |
| 2021 | 779.750     | 920.000     | 84,8        | 41         | 36         | 5          | 19.018                    |         | 5         | 12        | 29         |